# Sauromys petrophilus
Sauromys petrophilus é uma espécie de morcego da família Molossidae. Pode ser encontrada na Angola, Botsuana, Namíbia, Zimbábue, África do Sul e Moçambique. É a única espécie do gênero Sauromys. 